# 自由党 (日本 1998-2003)
自由党（じゆうとう、英語: Liberal Party）は、かつて存在した日本の政党。略称は自由、LP、1字での略称は、自、または由。日本憲政史上の他の「自由党」と区別するため、党首の小沢一郎の名から小沢自由党と呼ばれることもある。1998年1月5日に届け出、1998年1月6日に結党大会を開いた。ただし、法的には新進党分党によるものであるため、1998年1月1日発足となる。2003年9月26日、解党し民主党に吸収合併された。
政策的には、小沢一郎の著書『日本改造計画』、新進党の政策「日本再構築宣言」を基に、小さな政府・規制緩和・市場主義といった経済的新自由主義と、教育基本法見直しなどの政治的保守主義をとり、改革を呼びかけた。スローガンは「日本一新」「日本を立て直す、具体策があります。」。国際的には、自由主義インターナショナルにオブザーバー参加した。
日本一新11法案を掲げ、その性格と狙いとして、1.新しい日本の骨格をまとめた｢新国家の設計図｣、2.それぞれが独立した法律でありながら、全てがつながり合い、1つの法体系を成し、3.全体として、究極の目標である｢自由で公正で開かれた社会｣と｢自立した国民による自立国家･日本｣の実現、4.国会で多数派となり、政権を担ったら、直ちに11法案を成立させ、短期間で真の構造改革を断行できるようにし、5.新しい国家像と改革目標を具体的に国民に明示し、国民自身の決断と選択によって新しい日本をつくり上げる政治手法を確立することを掲げた。

## 歴史

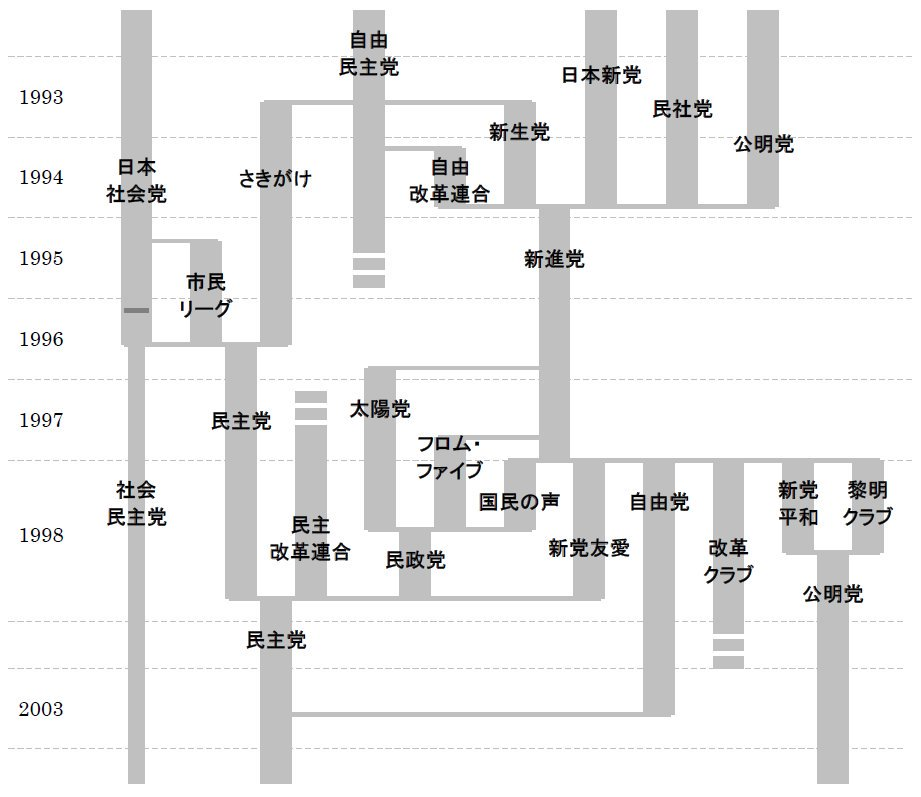
1990年代の政党の離合集散

小沢一郎を党首とする新進党は1997年12月31日に分党し、1998年1月6日に小沢を党首とし自由党が結成された（手続き上は1月1日）。当初は100名以上の議員が集まると思われたが、予想を下回り、衆参両院合わせて54人（衆院42人、参院12人）の議員が参加するに留まった。
党名候補として「保守党」も候補に上がったが、河村たかしが提案した「自由党」に決定した。
同年7月12日の第18回参議院議員通常選挙では苦戦が伝えられたものの6議席を獲得した（比例区5名、一人区の和歌山県選挙区で鶴保庸介が他の野党の協力を得て初当選）。
参院選後の臨時国会では与党が過半数割れしていた参議院での首班指名で民主党代表の菅直人に投票して野党共闘の構えを見せたが、菅が金融再生法の制定の際に「政局にしない」と発言。これを聞いた小沢は野党共闘を諦めて自由民主党との提携に舵を切った。野中広務官房長官が「小沢さんにひれ伏してでも協力をお願いしたい」と述べるなど、参議院で過半数を確保してねじれを解消したい自民党側からも連立を求める声があり協議が進んだ。同年11月19日に自民党との自自連立合意が成立した。
1999年1月14日、小渕第1次改造内閣に参画した自由党は政府委員の廃止、党首討論や副大臣制度の導入、衆議院議員定数削減などの政策を推し進めて実現させた。しかし、同年10月に公明党が連立政権に参加するようになると次第に自由党の主張は取り入れられなくなった。また、小沢が自民党に選挙協力を求めたことが自民党側からの反発を招いた。結局、小沢は連立離脱を決断して2000年4月1日に連立政権から離脱した。その際に連立継続を望む党内の海部俊樹、野田毅らは離党し保守党を結成、自由党は分裂した。
同年6月25日の第42回衆議院議員総選挙では22議席を獲得(小選挙区4名、比例代表18名)。この選挙では小沢のキャラクターを前面に出し小沢が見えない手に殴られながらも前進するというCMが話題を呼んだ。
2001年には自由党の組織として小沢一郎政治塾を設立した。同年7月29日の第19回参議院議員通常選挙では6議席を獲得した（比例区4名、二人区の新潟県選挙区で森裕子・一人区の岩手県選挙区で平野達男が初当選）ものの、比例代表の得票数は当時の小沢がこれまで所属してきた政党の中で過去最低となる約422万票に留まった。

### 民主党への合流とその後
2002年、民主党側から民主党と自由党の合併が提案された。民主党代表の鳩山由紀夫の失脚など紆余曲折があったが、自民党に対抗する勢力を結集するためとして鳩山の後任代表である菅直人と折衝を重ね、2003年7月23日、民主党と合併することで合意した。自由党は9月26日に解党し、民主党に吸収合併された。合併に際しては合併前の民主党の執行部、規約、政策を踏襲する方式がとられた。
小沢一郎は安倍晋三政権の2016年に再び、「生活の党と山本太郎となかまたち」から党名変更する形で自由党の名称を復活させたが、安倍政権の野党としての自由党は新自由主義に反対し、政治的にも民共共闘にも参加するなど社会自由主義的な政党であった。こちらも2019年に民主党の後継政党の一つ（法的には民主党と同一政党）である国民民主党への合流が決まった。

## 政策
2003年の「日本一新大綱」では、11からなる以下の法案を第156通常国会に提出した。
- 税制改革基本法案 - 社会保険料は現行水準以下に抑え、消費税は全額を基礎的社会保障の財源に充てる[7]。
- 国民生活充実基本法案 - 所得控除を廃止する代わりに子育て支援政策を行い、親と同居している世帯に対して「親手当」、子供がいる世帯に対して「子ども手当」を交付する[7]。
- 国民主導政治確立基本法案 - 第4条では「行政機関の職員は、他の法令に別段の定めがある場合を除き、国会議員等と面会し、政党における会議その他国会議員等が出席する会議に出席し、その他国会議員等に接触する行為をしてはならない。」と定められ、国会における法案審議への官僚の関与を禁止する[7]。
- 特殊法人等整理基本法案 - 特殊法人、日銀を除く認可法人、独立行政法人は、原則として三年以内に廃止あるいは民営化する[7]。
- 食料生産確保基本法案 - 米、小麦、大豆などについては自由市場で取引する一方で、農家には生産費・所得保障制度を創設する[7]。
- 地球環境保全基本法案 - 地球環境の保全に率先して取り組む[7]。
- 人づくり基本法案 - 教育基本法に替わる教育法。義務教育は国の責任で行い、週休二日制を廃止する。その代わりに土曜日は道徳や社会生活を学ぶ日にする[7]。
- 安全保障基本法案 - 自衛隊とは別に「国連平和協力隊」を創設し、PKOに取り組む[7]。
- 非常事態対処基本法案 - 内閣に総理大臣を議長とする「非常事態対処会議」を設ける[7]。
- 地方自治確立基本法案 - 中央政府の機能は、外交、防衛、基礎的社会保障といった国の根幹に関わる分野に限定する。その他は地方に財源移譲し、地方自治体は概ね300の市に再編成する。地方への個別補助金は廃止し一括交付金とする[7]。

さらに同年には、内閣法制局廃止法案を提出した。

## 役職

### 歴代の代表常任幹事兼党首
| 代 | 党首 | 党首     | 在任期間                                      |
| -- | ---- | -------- | --------------------------------------------- |
| 1  |      | 小沢一郎 | 1998年（平成10年）1月 - 2003年（平成15年）9月 |

### 歴代の常任幹事会・執行部役員表
| 自由党常任幹事会     | 自由党常任幹事会 | 自由党常任幹事会 | 自由党常任幹事会 | 自由党常任幹事会 | 自由党常任幹事会 | 自由党常任幹事会 |
| 代表常任幹事 兼 党首 | 副党首           | 幹事長           | 政策調査会長     | 国会対策委員長   | 参議院議員会長   | 最高顧問         |
| -------------------- | ---------------- | ---------------- | ---------------- | ---------------- | ---------------- | ---------------- |
| 小沢一郎             | 西岡武夫         | 野田毅           | 井上喜一         | 二階俊博         | 平井卓志         | —                |
| 小沢一郎             | —                | 野田毅           | 井上喜一         | 二階俊博         | 扇千景           | —                |
| 小沢一郎             | —                | 野田毅           | 藤井裕久         | 中西啓介         | 扇千景           | 海部俊樹         |
| 小沢一郎             | —                | 藤井裕久         | 藤井裕久         | 藤井裕久（兼）   | 田村秀昭         | —                |
| 小沢一郎             | —                | 藤井裕久         | 藤井裕久         | 山岡賢次         | 田村秀昭         | —                |
| 小沢一郎             | —                | 藤井裕久         | 藤井裕久         | 西岡武夫         |                  | —                |

### 閣僚経験者など
小渕第1次改造内閣
- 国務大臣

自治大臣兼国家公安委員会委員長：野田毅
小渕恵三第2次改造内閣
- 国務大臣

運輸大臣兼北海道開発庁長官：二階俊博
- 政務次官

外務政務次官：東祥三
防衛政務次官：西村眞悟 【- 1999年（平成11年）10月20日辞任】‐ 西川太一郎
経済企画政務次官：小池百合子

## 党勢の推移

### 衆議院
| 選挙         | 当選/候補者 | 定数 | 得票数（得票率）   | 得票数（得票率）    | 備考                                   |
| 選挙         | 当選/候補者 | 定数 | 選挙区             | 比例代表            | 備考                                   |
| ------------ | ----------- | ---- | ------------------ | ------------------- | -------------------------------------- |
| （結党時）   | 42/-        | 500  |                    |                     |                                        |
| 第42回総選挙 | 22/75       | 480  | 2,053,736（3.37%） | 6,589,490（11.01%） | 第42回総選挙前は18（保守党分裂のため） |

### 参議院
| 選挙           | 当選/候補者 | 非改選 | 定数 | 得票数（得票率）   | 得票数（得票率）   | 備考                                    |
| 選挙           | 当選/候補者 | 非改選 | 定数 | 選挙区             | 比例代表           | 備考                                    |
| -------------- | ----------- | ------ | ---- | ------------------ | ------------------ | --------------------------------------- |
| （結党時）     | 12/-        | -      | 252  |                    |                    |                                         |
| 第18回通常選挙 | 6/21        | 6      | 252  | 980,249（1.75%）   | 5,207,813（9.28%） |                                         |
| 第19回通常選挙 | 6/31        | 2      | 247  | 3,011,787（5.54%） | 4,227,148（7.72%） | 第19回通常選挙前は3（保守党分裂のため） |

（参考文献：石川真澄（一部山口二郎による加筆）『戦後政治史』2004年8月、岩波書店・岩波新書、ISBN 4-00-430904-2）
- 当選者に追加公認は含まず。追加公認には会派に加わった無所属を含む。
- 『戦後政治史』にない追加公認は2 国会議員会派別議員数の推移（召集日ベース）（衆議院、1990年～1999年）・国会議員会派別議員数の推移（召集日ベース）（衆議院、1993年～2000年）・2 国会議員会派別議員数の推移（召集日ベース）（衆議院、2000年～2006年）、(2) 参議院（1990年～1999年）(2) 参議院（1994年～2004年）にある、選挙直後の国会召集日の会派所属者数から判断した。ただし、第20回通常選挙直後の召集はない。

## 自由党議員一覧

### 衆議院議員
| 結党時（42名）                                                               | 結党時（42名）                     | 結党時（42名）                  | 結党時（42名）                |
| ---------------------------------------------------------------------------- | ---------------------------------- | ------------------------------- | ----------------------------- |
| 〇小選挙区（27名）▲保守党移籍17名 △民主党移籍1名 ▼公明党移籍2名 ※議員辞職1名 |                                    |                                 |                               |
| 達増拓也（岩手1区）                                                          | 佐々木洋平▲（岩手3区）             | 小沢一郎（岩手4区）             | 岡島正之▲（千葉3区）          |
| 西川太一郎▲（東京14区）                                                      | 藤井裕久（神奈川14区）             | 河村たかし△（愛知1区）          | 青木宏之▲（愛知2区）          |
| 吉田幸弘▲（愛知3区）                                                         | 三沢淳▲（愛知4区）                 | 青山丘▲（愛知7区）              | 江崎鉄磨▲（愛知10区）         |
| 中井洽（三重1区）                                                            | 谷口隆義▼（大阪5区）               | 西田猛▲（大阪9区）              | 石垣一夫▼（大阪10区）         |
| 西野陽▲（大阪13区）                                                          | 中村鋭一▲（大阪14区）              | 西村眞悟（大阪17区）            | 松浪健四郎▲（大阪19区）       |
| 井上喜一▲（兵庫4区）                                                         | 小池百合子▲（兵庫6区）             | 塩田晋（兵庫10区）              | 中西啓介▲（和歌山1区）        |
| 二階俊博▲（和歌山3区）                                                       | 西岡武夫※（長崎1区）               | 野田毅▲（熊本2区）              |                               |
| 〇比例区（15名）▲保守党移籍2名 ▼公明党移籍3名                                |                                    |                                 |                               |
| 鰐淵俊之（比例北海道）                                                       | 菅原喜重郎（比例東北）             | 二見伸明（比例北関東）          | 武山百合子（比例北関東）      |
| 東祥三（比例東京）                                                           | 米津等史（比例南関東）             | 一川保夫（比例北陸信越）        | 鈴木淑夫（比例東海）          |
| 安倍基雄▲（比例東海）                                                        | 久保哲司▼（比例近畿）              | 西博義▼（比例近畿）             | 佐藤茂樹▼（比例近畿）         |
| 加藤六月▲（比例中国）                                                        | 西村章三（比例四国）               | 権藤恒夫（比例九州）            |                               |
| 無所属から移籍（4名）                                                        |                                    |                                 |                               |
| 〇小選挙区（2名）▲保守党移籍1名                                              |                                    |                                 |                               |
| 海部俊樹▲（愛知9区）                                                         | 岩浅嘉仁（徳島3区）                |                                 |                               |
| 〇比例区（2名）▲保守党移籍1名                                                |                                    |                                 |                               |
| 笹山登生（比例東北）                                                         | 井上一成▲（比例近畿）              |                                 |                               |
| 第42回衆議院議員総選挙時（22名‐小選挙区4名・比例区18名）                     |                                    |                                 |                               |
| 〇前職・小選挙区（3名）                                                      |                                    |                                 |                               |
| 達増拓也（岩手1区）                                                          | 小沢一郎（岩手4区）                | 藤井裕久（神奈川14区）          |                               |
| 〇新人・小選挙区（1名）                                                      |                                    |                                 |                               |
| 黄川田徹（岩手3区）                                                          |                                    |                                 |                               |
| 〇前職・比例区（8名）※議員辞職1名                                            |                                    |                                 |                               |
| 菅原喜重郎※（比例東北）                                                      | 武山百合子（比例北関東・埼玉13区） | 東祥三（比例東京・東京15区）    | 鈴木淑夫（比例東京・東京6区） |
| 一川保夫（比例北陸信越・石川2区）                                            | 中井洽（比例東海・三重1区）        | 西村眞悟（比例近畿・大阪17区）  | 塩田晋（比例近畿・兵庫10区）  |
| 〇元職・比例区（3名）※繰上当選1名                                            |                                    |                                 |                               |
| 山岡賢次（比例北関東・栃木4区）                                              | 土田龍司（比例南関東・神奈川6区）  | 山田正彦（比例九州・長崎3区）   |                               |
| 石原健太郎※（比例東海・福島1区）                                             |                                    |                                 |                               |
| 〇新人・比例区（7名）                                                        |                                    |                                 |                               |
| 工藤堅太郎（比例東北・岩手2区）                                              | 高橋嘉信（比例東北）               | 樋高剛（比例南関東・神奈川7区） | 都築譲（比例東海）            |
| 中塚一宏（比例近畿）                                                         | 佐藤公治（比例中国・広島6区）      | 藤島正之（比例九州）            |                               |
| 〇引退・落選                                                                 |                                    |                                 |                               |
| 権藤恒夫                                                                     | 西村章三                           | 米津等史                        | 岩浅嘉仁                      |
| 笹山登生                                                                     | 二見伸明                           | 鰐淵俊之                        |                               |

### 参議院議員
| 結党時（12名）                                         | 結党時（12名）    | 結党時（12名）   | 結党時（12名）    | 結党時（12名）  |
| ------------------------------------------------------ | ----------------- | ---------------- | ----------------- | --------------- |
| 〇選挙区（4名）※議員辞職1名                            |                   |                  |                   |                 |
| 高橋令則（岩手）                                       | 都築譲（愛知）    | 平井卓志（香川） | 阿曽田清※（熊本） | 平野貞夫 (高知) |
| 〇比例区（8名）▲保守党移籍3名 ※死去1名                 |                   |                  |                   |                 |
| 扇千景▲（比例）                                        | 木暮山人※（比例） | 田村秀昭（比例） | 永野茂門（比例）  |                 |
| 星野朋市▲（比例）                                      | 泉信也▲（比例）   | 戸田邦司（比例） |                   |                 |
| 第18回参議院議員通常選挙時（6名‐選挙区1名・比例区5名） |                   |                  |                   |                 |
| 〇新人・選挙区（1名）▲保守党移籍1名                    |                   |                  |                   |                 |
| 鶴保庸介▲（和歌山）                                    |                   |                  |                   |                 |
| 〇現職・比例区（2名）▲保守党移籍1名                    |                   |                  |                   |                 |
| 泉信也▲                                                | 平野貞夫          |                  |                   |                 |
| 〇新人・比例区（3名）▲保守党移籍2名                    |                   |                  |                   |                 |
| 入沢肇▲                                                | 渡辺秀央          | 月原茂皓▲        |                   |                 |
| 〇引退・落選                                           |                   |                  |                   |                 |
| 都築譲                                                 | 永野茂門          | 平井卓志         |                   |                 |
| 第19回参議院議員通常選挙時（6名‐選挙区2名・比例区4名） |                   |                  |                   |                 |
| 〇新人・選挙区（2名）                                  |                   |                  |                   |                 |
| 平野達男（岩手）                                       | 森裕子（新潟）    |                  |                   |                 |
| 〇現職・比例区（1名）                                  |                   |                  |                   |                 |
| 田村秀昭                                               |                   |                  |                   |                 |
| 〇新人・比例区（3名）                                  |                   |                  |                   |                 |
| 西岡武夫（比例）                                       | 広野允士（比例）  | 大江康弘（比例） |                   |                 |
| 〇引退・落選                                           |                   |                  |                   |                 |
| 高橋令則                                               | 戸田邦司          |                  |                   |                 |